# Carterica cincticornis
Carterica cincticornis là một loài bọ cánh cứng trong họ Cerambycidae.